# Copa de baloncesto de Israel 2018-19
La 59ª edición de la Copa de baloncesto de Israel (en hebreo  גביע המדינה בכדורסל) se disputó entre el 23 de diciembre de 2018 y el 14 de febrero de 2019, celebrándose la Final Four en Jerusalén. La competición la organiza la Asociación de baloncesto de Israel.

## Cuadro Final
|  | Primera ronda 23–25 de diciembre | Primera ronda 23–25 de diciembre |                       |    | Cuartos de final 29–30 de diciembre | Cuartos de final 29–30 de diciembre |  |  | Semifinales 11 de febrero | Semifinales 11 de febrero |  |  | Final 14 de febrero | Final 14 de febrero |
|  |                                  |                                  |                       |    |                                     |                                     |  |  |                           |                           |  |  |                     |                     |
|  |                                  |                                  |                       |    |                                     |                                     |  |  |                           |                           |  |  |                     |                     |
|  |                                  |                                  |                       |    |                                     |                                     |  |  |                           |                           |  |  |                     |                     |
|  | Maccabi Rishon LeZion            | 98                               |                       |    |                                     |                                     |  |  |                           |                           |  |  |                     |                     |
|  | Maccabi Rishon LeZion            | 98                               |                       |    |                                     |                                     |  |  |                           |                           |  |  |                     |                     |
|  | Ironi Nahariya                   | 66                               |                       |    |                                     |                                     |  |  |                           |                           |  |  |                     |                     |
|  | Ironi Nahariya                   | 66                               | Maccabi Rishon LeZion | 88 |                                     |                                     |  |  |                           |                           |  |  |                     |                     |
|  |                                  |                                  | Maccabi Rishon LeZion | 88 |                                     |                                     |  |  |                           |                           |  |  |                     |                     |
|  |                                  |                                  | Maccabi Tel Aviv      | 77 |                                     |                                     |  |  |                           |                           |  |  |                     |                     |
|  |                                  |                                  | Maccabi Tel Aviv      | 77 |                                     |                                     |  |  |                           |                           |  |  |                     |                     |
|  |                                  |                                  |                       |    |                                     |                                     |  |  |                           |                           |  |  |                     |                     |
|  |                                  |                                  |                       |    |                                     |                                     |  |  |                           |                           |  |  |                     |                     |
|  | Maccabi Rishon LeZion            | 86                               |                       |    |                                     |                                     |  |  |                           |                           |  |  |                     |                     |
|  | Maccabi Rishon LeZion            | 86                               |                       |    |                                     |                                     |  |  |                           |                           |  |  |                     |                     |
|  |                                  | Hapoel Tel Aviv                  | 70                    |    |                                     |                                     |  |  |                           |                           |  |  |                     |                     |
|  | Hapoel Be'er Sheva               | Hapoel Tel Aviv                  | 70                    | 93 |                                     |                                     |  |  |                           |                           |  |  |                     |                     |
|  | Hapoel Be'er Sheva               |                                  |                       | 93 |                                     |                                     |  |  |                           |                           |  |  |                     |                     |
|  | Ironi Nes Ziona                  | 83                               |                       |    |                                     |                                     |  |  |                           |                           |  |  |                     |                     |
|  | Ironi Nes Ziona                  | 83                               | Hapoel Be'er Sheva    | 94 |                                     |                                     |  |  |                           |                           |  |  |                     |                     |
|  |                                  |                                  | Hapoel Be'er Sheva    | 94 |                                     |                                     |  |  |                           |                           |  |  |                     |                     |
|  |                                  | Hapoel Tel Aviv                  | 95                    |    |                                     |                                     |  |  |                           |                           |  |  |                     |                     |
|  | Maccabi Ashdod                   | Hapoel Tel Aviv                  | 95                    | 73 |                                     |                                     |  |  |                           |                           |  |  |                     |                     |
|  | Maccabi Ashdod                   |                                  |                       | 73 |                                     |                                     |  |  |                           |                           |  |  |                     |                     |
|  | Hapoel Tel Aviv                  | 101                              |                       |    |                                     |                                     |  |  |                           |                           |  |  |                     |                     |
|  | Hapoel Tel Aviv                  | 101                              | Maccabi Rishon LeZion | 67 |                                     |                                     |  |  |                           |                           |  |  |                     |                     |
|  |                                  |                                  | Maccabi Rishon LeZion | 67 |                                     |                                     |  |  |                           |                           |  |  |                     |                     |
|  |                                  | Hapoel Jerusalem                 | 82                    |    |                                     |                                     |  |  |                           |                           |  |  |                     |                     |
|  | Maccabi Haifa                    | Hapoel Jerusalem                 | 82                    | 58 |                                     |                                     |  |  |                           |                           |  |  |                     |                     |
|  | Maccabi Haifa                    |                                  |                       | 58 |                                     |                                     |  |  |                           |                           |  |  |                     |                     |
|  | Hapoel Gilboa Galil              | 87                               |                       |    |                                     |                                     |  |  |                           |                           |  |  |                     |                     |
|  | Hapoel Gilboa Galil              | 87                               | Hapoel Gilboa Galil   | 83 |                                     |                                     |  |  |                           |                           |  |  |                     |                     |
|  |                                  |                                  | Hapoel Gilboa Galil   | 83 |                                     |                                     |  |  |                           |                           |  |  |                     |                     |
|  |                                  |                                  | Hapoel Jerusalem      | 89 |                                     |                                     |  |  |                           |                           |  |  |                     |                     |
|  |                                  |                                  | Hapoel Jerusalem      | 89 |                                     |                                     |  |  |                           |                           |  |  |                     |                     |
|  |                                  |                                  |                       |    |                                     |                                     |  |  |                           |                           |  |  |                     |                     |
|  |                                  |                                  |                       |    |                                     |                                     |  |  |                           |                           |  |  |                     |                     |
|  | Hapoel Jerusalem                 | 91                               |                       |    |                                     |                                     |  |  |                           |                           |  |  |                     |                     |
|  | Hapoel Jerusalem                 | 91                               |                       |    |                                     |                                     |  |  |                           |                           |  |  |                     |                     |
|  |                                  | Hapoel Holon                     | 77                    |    |                                     |                                     |  |  |                           |                           |  |  |                     |                     |
|  | Bnei Herzliya                    | Hapoel Holon                     | 77                    | 88 |                                     |                                     |  |  |                           |                           |  |  |                     |                     |
|  | Bnei Herzliya                    |                                  |                       | 88 |                                     |                                     |  |  |                           |                           |  |  |                     |                     |
|  | Hapoel Eilat                     | 97                               |                       |    |                                     |                                     |  |  |                           |                           |  |  |                     |                     |
|  | Hapoel Eilat                     | 97                               | Hapoel Eilat          | 91 |                                     |                                     |  |  |                           |                           |  |  |                     |                     |
|  |                                  |                                  | Hapoel Eilat          | 91 |                                     |                                     |  |  |                           |                           |  |  |                     |                     |
|  |                                  |                                  | Hapoel Holon          | 97 |                                     |                                     |  |  |                           |                           |  |  |                     |                     |
|  |                                  |                                  | Hapoel Holon          | 97 |                                     |                                     |  |  |                           |                           |  |  |                     |                     |
|  |                                  |                                  |                       |    |                                     |                                     |  |  |                           |                           |  |  |                     |                     |
|  |                                  |                                  |                       |    |                                     |                                     |  |  |                           |                           |  |  |                     |                     |
|  |                                  |                                  |                       |    |                                     |                                     |  |  |                           |                           |  |  |                     |                     |

## Primera ronda
Diez equipos participaron en la primera ronda. Maccabi Tel Aviv, Hapoel Holon y Hapoel Jerusalem se clasificaron directamente para Cuartos de final y no compitieron en esta ronda.
El 15 de octubre de 2018, The Asociación de baloncesto de Israel (IBBA) descalificó a todos los equipos de la Liga Leumit, a excepción del Maccabi Haifa, debido a la huelga en la liga.

### B. Herzliya vs. H. Eilat
| 23 de diciembre de 2018 | Bnei Herzliya                                              | 88–97                                 | Hapoel Eilat                              |                                        |  |
| 20:10                   | Parciales: 20–19, 21–29, 21–30, 26–20                      | Parciales: 20–19, 21–29, 21–30, 26–20 | Parciales: 20–19, 21–29, 21–30, 26–20     |                                        |  |
|                         | Estadísticas Leumi 18 Armstrong & Adrien 7 Michael Dixon 4 | Reporte Pts Reb Asts                  | Estadísticas Braimoh 24 Tokoto 9 Bryant 7 | Pabellón: Herzliya Televisión: Sport 5 |  |

### H. Be'er Sheva vs. I. Nes Ziona
| 23 de diciembre de 2018 | Hapoel Be'er Sheva                                   | 93–83                                 | Ironi Nes Ziona                        |                                           |  |
| 20:20                   | Parciales: 17–24, 34–19, 26–20, 16–20                | Parciales: 17–24, 34–19, 26–20, 16–20 | Parciales: 17–24, 34–19, 26–20, 16–20  |                                           |  |
|                         | Estadísticas Swing 31 Donaldson & Rothbart 9 Braun 8 | Reporte Pts Reb Asts                  | Estadísticas Dunne 16 Dunne 10 Dowe 11 | Pabellón: Be'er Sheva Televisión: Sport 5 |  |

### M. Haifa vs. H. Gilboa Galil
| 23 de diciembre de 2018 | Maccabi Haifa                                      | 58–87                                 | Hapoel Gilboa Galil                          |                                     |  |
| 20:30                   | Parciales: 13–14, 15–31, 12–23, 18–19              | Parciales: 13–14, 15–31, 12–23, 18–19 | Parciales: 13–14, 15–31, 12–23, 18–19        |                                     |  |
|                         | Estadísticas Sorkin 14 Koperberg 9 three players 3 | Reporte Pts Reb Asts                  | Estadísticas Whittington 18 Kelly 8 Miller 5 | Pabellón: Haifa Televisión: Sport 5 |  |

### M. Rishon LeZion vs. I. Nahariya
| 24 de diciembre de 2018 | Maccabi Rishon LeZion                       | 98–66                                 | Ironi Nahariya                                      |                                             |  |
| 20:30                   | Parciales: 20–15, 25–15, 30–19, 23–17       | Parciales: 20–15, 25–15, 30–19, 23–17 | Parciales: 20–15, 25–15, 30–19, 23–17               |                                             |  |
|                         | Estadísticas Hamilton 21 Segev 9 Hamilton 9 | Reporte Pts Reb Asts                  | Estadísticas Nesterenko 14 Foulland & Allen 5 Ziv 7 | Pabellón: Rishon LeZion Televisión: Sport 5 |  |

### M. Ashdod vs. H. Tel Aviv
| 25 de diciembre de 2018 | Maccabi Ashdod                             | 73–101                                | Hapoel Tel Aviv                                 |                                      |  |
| 20:30                   | Parciales: 15–28, 14–28, 26–26, 19–18      | Parciales: 15–28, 14–28, 26–26, 19–18 | Parciales: 15–28, 14–28, 26–26, 19–18           |                                      |  |
|                         | Estadísticas Milbourne 18 Shoshi 8 Stoll 7 | Reporte Pts Reb Asts                  | Estadísticas Akoon-Purcell 20 Aminu 11 McNeal 6 | Pabellón: Ashdod Televisión: Sport 5 |  |

## Cuartos de final

### H. Eilat vs. H. Holon
| 29 de diciembre de 2018 | Hapoel Eilat                                   | 71–97                                 | Hapoel Holon                           |                                     |  |
| 20:00                   | Parciales: 20–21, 16–26, 14–26, 21–24          | Parciales: 20–21, 16–26, 14–26, 21–24 | Parciales: 20–21, 16–26, 14–26, 21–24  |                                     |  |
|                         | Estadísticas Bryant 19 Braimoh 10 Ben-Chimol 7 | Reporte Pts Reb Asts                  | Estadísticas Jones 19 Jones 11 Cline 5 | Pabellón: Eilat Televisión: Sport 5 |  |

### H. Be'er Sheva vs. H. Tel Aviv
| 29 de diciembre de 2018 | Hapoel Be'er Sheva                                  | 94–95                                               | Hapoel Tel Aviv                                     |                                           |  |
| 20:30                   | Parciales: 14–27, 21–17, 20–20, 26–17 (T.E.: 13–14) | Parciales: 14–27, 21–17, 20–20, 26–17 (T.E.: 13–14) | Parciales: 14–27, 21–17, 20–20, 26–17 (T.E.: 13–14) |                                           |  |
|                         | Estadísticas Swing 26 Donaldson 9 Cohen-Saban 6     | Reporte Pts Reb Asts                                | Estadísticas McNeal 30 Ginat 13 Limonad 7           | Pabellón: Be'er Sheva Televisión: Sport 5 |  |

### H. Gilboa Galil vs. H. Jerusalem
| 30 de diciembre de 2018 | Hapoel Gilboa Galil                                     | 83–89                                 | Hapoel Jerusalem                                      |                                      |  |
| 19:20                   | Parciales: 18–19, 23–29, 24–17, 19–25                   | Parciales: 18–19, 23–29, 24–17, 19–25 | Parciales: 18–19, 23–29, 24–17, 19–25                 |                                      |  |
|                         | Estadísticas Miller 24 Kelly 11 Whittington & Skverer 4 | Reporte Pts Reb Asts                  | Estadísticas Feldeine 22 Thomas & Feldeine 8 Thomas 5 | Pabellón: Gilboa Televisión: Sport 5 |  |

### M. Rishon LeZion vs. M. Tel Aviv
| 30 de diciembre de 2018 | Maccabi Rishon LeZion                           | 88–77                                 | Maccabi Tel Aviv                            |                                             |  |
| 21:15                   | Parciales: 20–16, 31–13, 14–22, 23–26           | Parciales: 20–16, 31–13, 14–22, 23–26 | Parciales: 20–16, 31–13, 14–22, 23–26       |                                             |  |
|                         | Estadísticas Koulechov 18 Hamilton 7 Hamilton 5 | Reporte Pts Reb Asts                  | Estadísticas Wilbekin 17 Tyus 11 Wilbekin 6 | Pabellón: Rishon LeZion Televisión: Sport 5 |  |

## Final Four
La Final Four se disputó del 11 al 14 de febrero de 2019 en el Pais Arena de Jerusalén.

### Semifinales

#### M. Rishon LeZion vs. H. Tel Aviv
| 11 de febrero de 2018 | Maccabi Rishon LeZion                      | 86–70                                 | Hapoel Tel Aviv                                    |                                                                        |  |
| 18:30                 | Parciales: 13–14, 24–24, 24–20, 25–12      | Parciales: 13–14, 24–24, 24–20, 25–12 | Parciales: 13–14, 24–24, 24–20, 25–12              |                                                                        |  |
|                       | Estadísticas Hamilton 23 Simpson 13 Long 7 | Reporte Pts Reb Asts                  | Estadísticas McNeal 18 Howell 7 Limonad & McNeal 4 | Pabellón: Jerusalén Asistencia: 8,000 espectadores Televisión: Sport 5 |  |

#### H. Jerusalem vs. H. Holon
| 11 de febrero de 2018 | Hapoel Jerusalem                       | 91–77                                 | Hapoel Holon                               |                                                                        |  |
| 21:00                 | Parciales: 25–20, 23–18, 27–20, 16–19  | Parciales: 25–20, 23–18, 27–20, 16–19 | Parciales: 25–20, 23–18, 27–20, 16–19      |                                                                        |  |
|                       | Estadísticas Brown 22 Thomas 9 Brown 6 | Reporte Pts Reb Asts                  | Estadísticas Walden 15 Walden 9 Reynolds 4 | Pabellón: Jerusalén Asistencia: 8,000 espectadores Televisión: Sport 5 |  |

### Final

#### H. Jerusalem vs. M. Rishon LeZion
| 14 de febrero de 2018 | Hapoel Jerusalem                          | 82–67                                | Maccabi Rishon LeZion                          |                                                                         |  |
| 21:00                 | Parciales: 23–18, 19–22, 29–8, 11–19      | Parciales: 23–18, 19–22, 29–8, 11–19 | Parciales: 23–18, 19–22, 29–8, 11–19           |                                                                         |  |
|                       | Estadísticas Brown 19 Thomas 10 Eliyahu 6 | Reporte Pts Reb Asts                 | Estadísticas Hamilton 16 Simpson 11 Hamilton 4 | Pabellón: Jerusalén Asistencia: 11,120 espectadores Televisión: Sport 5 |  |